# Kayu Ara (Rambang Kuang)
Kayu Ara is een bestuurslaag in het regentschap Ogan Ilir van de provincie Zuid-Sumatra, Indonesië. Kayu Ara telt 1425 inwoners (volkstelling 2010).